# Estació de trens de Capellen
L'Estació de trens de Capellen (en luxemburguès: Gare Capellen; en francès: Gare de Capellen, en alemany:  Bahnhof Capellen) és una estació de trens que es troba a Capellen al sud-oest de Luxemburg. La companyia estatal propietària és Chemins de Fer Luxembourgeois. L'estació està situada en el ramal ferroviari de la línia 50 CFL, que connecta la ciutat de Luxemburg amb l'oest del país i la ciutat belga d'Arlon.

## Servei
Mamer rep els serveis ferroviaris pels trens de Regionalbahn (RB) amb relació a la línia 50 CFL entre Ciutat de Luxemburg i Kleinbettingen, o Arlon a Bèlgica.

## Galeria

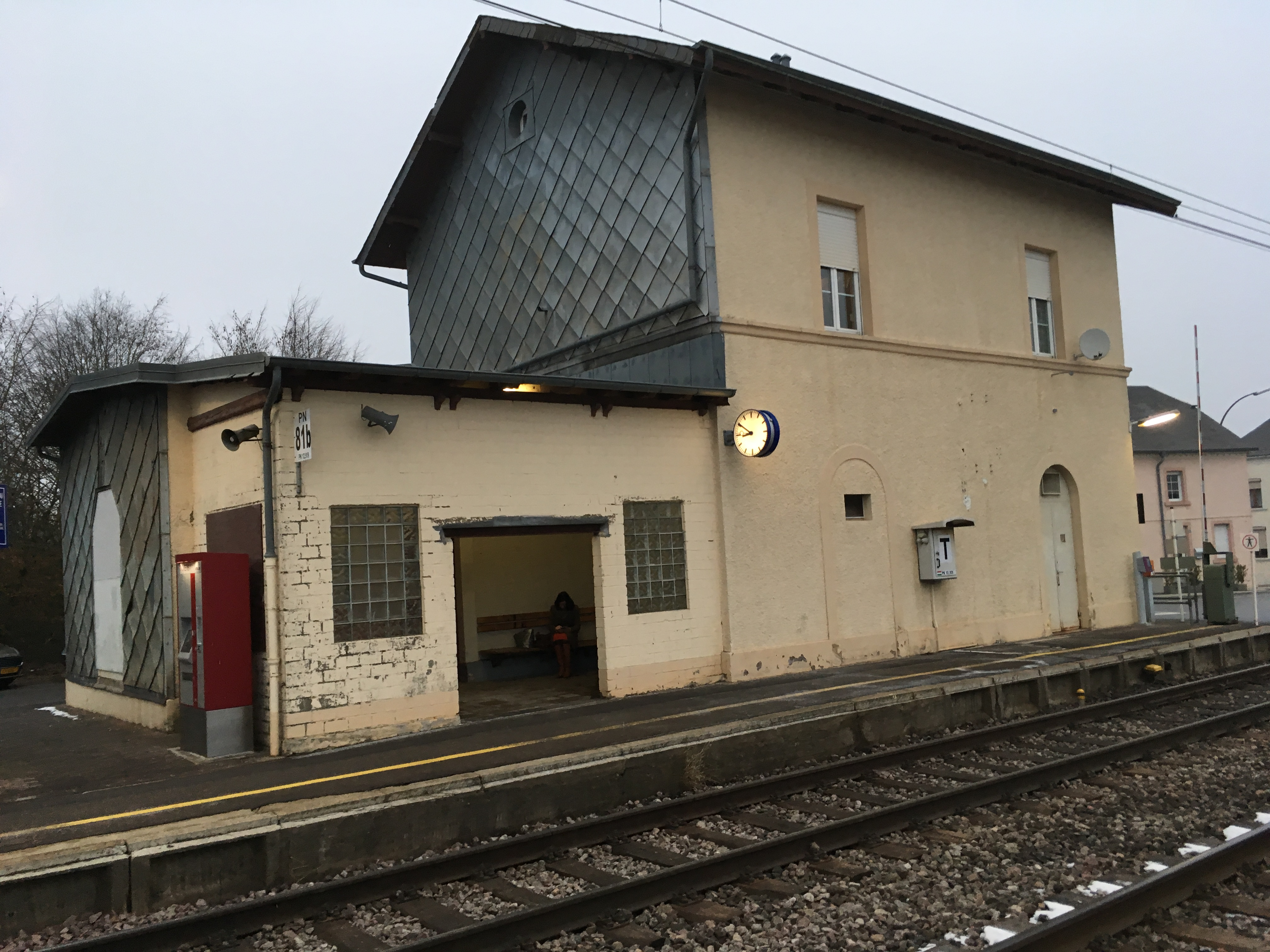
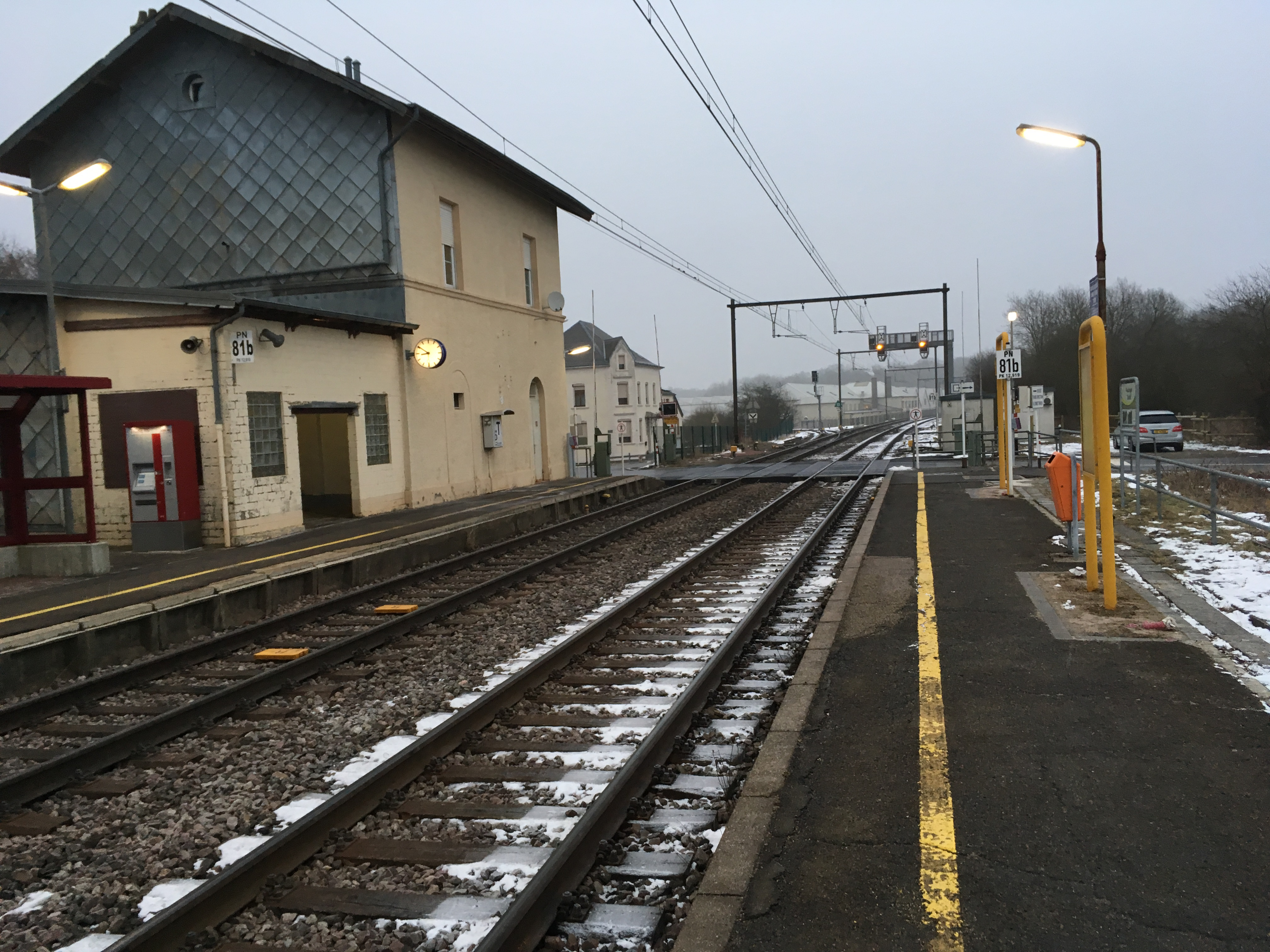
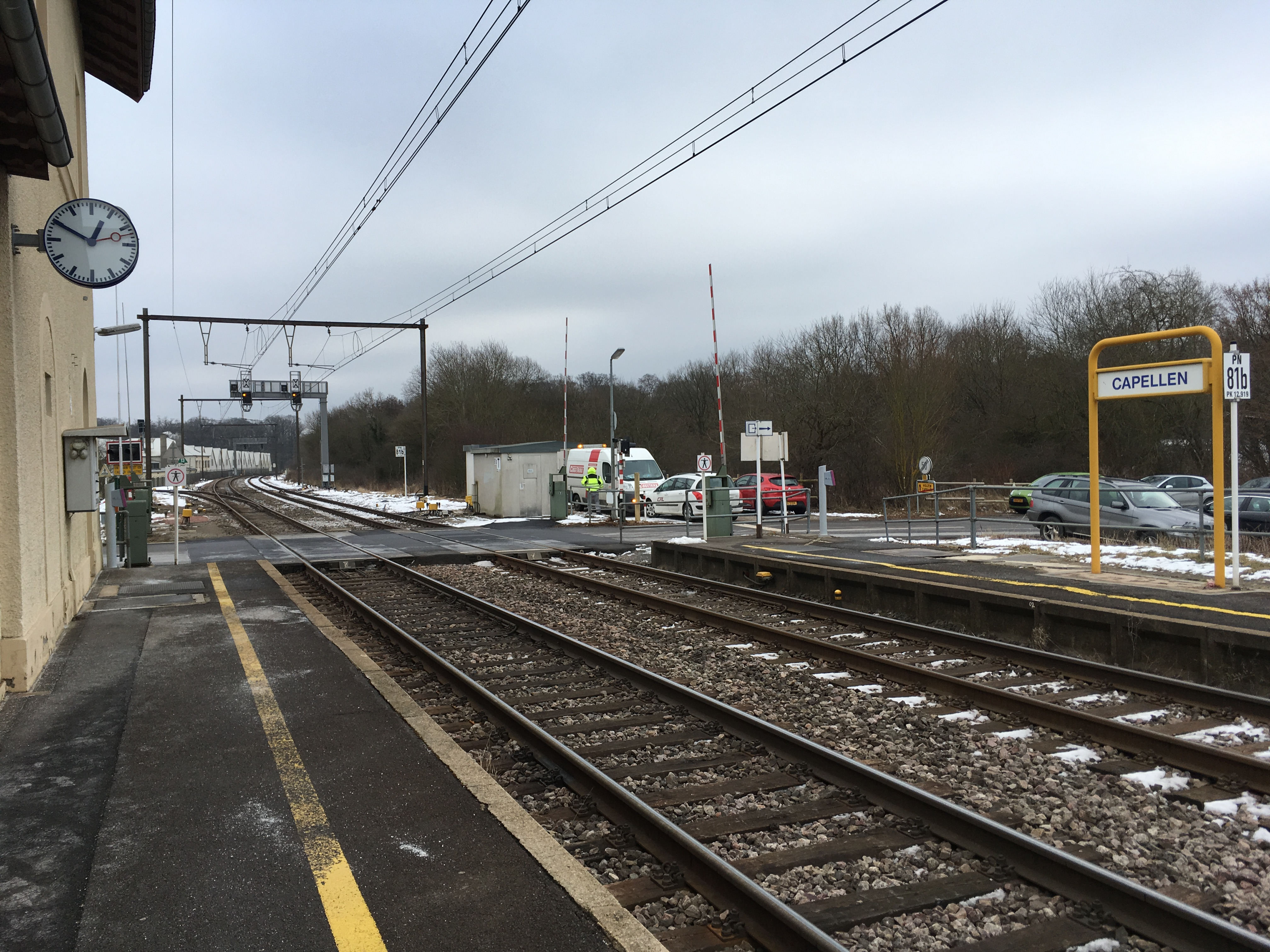
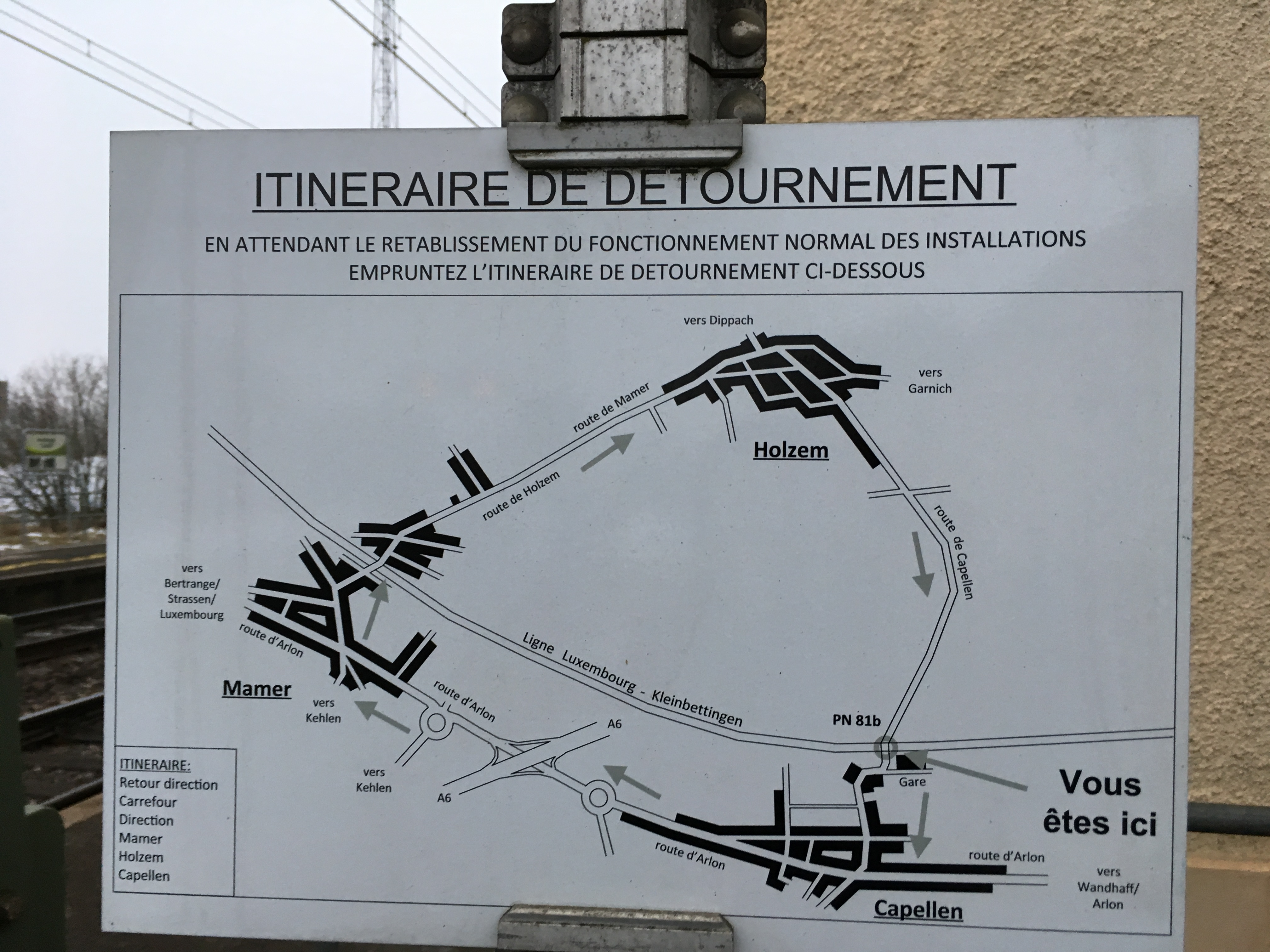